# Alexandre Genet de Chatenay
Alexandre Marie Genêt de Châtenay, né le 3 septembre 1839 au château de Bernicourt et mort le 2 janvier 1902 au château de Bonneleau, est un homme politique français.

## Biographie
Fils d'Alexandre Jean Baptiste Joseph Genêt de Châtenay, administrateur de la Compagnie des mines d'Aniche, et de Léonie de Wavrechin, il est propriétaire terrien et s'occupe d'agriculture dans ses propriétés de l'Oise.
En 1870, il devient conseiller général du canton de Crèvecœur, siégeant au conseil général de l'Oise jusqu'à son décès.
Le 4 octobre 1885, il est élu député de l'Oise. Siégeant à droite, parmi les conservateurs, il combat les ministères de gauche, et se prononce notamment, contre le rétablissement du scrutin d'arrondissement (11 février 1889), pour l'ajournement indéfini de la révision de la Constitution (14 février), contre les poursuites contre trois députés membres de la Ligue des patriotes (14 mars), contre le projet de loi Lisbonne restrictif de la liberté de la presse (2 avril) et contre les poursuites contre le général Boulanger (4 avril).
Marié à Louise Descantons de Montblanc d'Ingelmunster, sœur de Charles Descantons de Montblanc et d'Alberic Descantons de Montblanc, il est le père des aviateurs Joseph Genêt de Châtenay et Henri Genêt de Châtenay.

## Sources
- « Alexandre Genet de Chatenay », dans Adolphe Robert et Gaston Cougny, Dictionnaire des parlementaires français, Edgar Bourloton, 1889-1891 [détail de l’édition]